# Владимирский проспект (Сестрорецк)
Влади́мирский проспе́кт — проспект в городе Сестрорецке Курортного района Санкт-Петербурга. Проходит от Большой Горской улицы за улицу Писемского.
Название появилось в начале XX века. Оно происходит от имени землевладельца графа Владимира Александровича Стенбок-Фермора.
Прежде Владимирский проспект на участке от улицы Писемского на восток проходил по прямой, южнее нынешней трассы (сейчас старая трасса сохраняется на территории Минобороны). Участок от дома 4 до изгиба у дома 6 входил в состав Левашовского шоссе, а участок от изгиба до старой трассы — в состав проспекта Муромцева. До конца 1990-х годов движение было переключено на нынешнюю трассу, а старая заросла. При строительстве в начале 2000-х годов Кольцевой автодороги участки Левашовского шоссе и проспекта Муромцева, расположенное южнее КАД, включили в состав Владимирского проспекта.

## Застройка
- № 9 — жилой дом (1989[4])

## Перекрёстки
- Большая Горская улица
- Пушкинская улица
- Улица Писемского